# Robert Chandeau
Robert Chandeau est un acteur français né au Havre (Seine-Inférieure), le 31 mai 1917, mort à Saint-Ouen-de-Thouberville (Eure) le 16 septembre 1984.

## Biographie
Robert Chandeau fut le créateur de la revue théâtrale française L'Avant-Scène, devenue L'avant-scène théâtre, et le propriétaire du restaurant La Raclette sis rue Saint-André-des-Arts à Paris, qui fut sans doute le premier restaurant parisien à proposer cette spécialité aujourd'hui bien connue. Il fut également membre de la Commission d'Avance sur Recette du cinéma français.
Il est enterré à Quillebeuf-sur-Seine (Eure), ville dans laquelle il possédait une maison.

## Filmographie
- 1944 : Le Bossu de Jean Delannoy
- 1945 : Les Heures passent de J.K Raymond-Millet - court métrage -
- 1947 : La Télévision, œil de demain de J.K Raymond-Millet - court métrage -
- 1952 : La fête à Henriette de Julien Duvivier
- 1953 : L'esclave de Yves Ciampi : L'attaché de cabinet
- 1954 : Les Clandestines de Raoul André : Le policier
- 1954 : Passion de femmes de Hans Herwig
- 1955 : Dix-huit heures d'escale de René Jolivet
- 1955 : Cherchez la femme de Raoul André
- 1955 : Les Mains liées de Aloysius Vachet, Roland Quignon et Paul Vandenberghe
- 1956 : Ah ! Quelle équipe de Roland Quignon
- 1956 : Les carottes sont cuites de Robert Vernay
- 1956 : Les Lumières du soir de Robert Vernay
- 1956 : Quelle sacrée soirée ou Nuits blanches et rouge à lèvres de Robert Vernay
- 1958 : Madame et son auto de Robert Vernay
- 1959 : Le Déjeuner sur l'herbe de Jean Renoir
- 1959 : Monsieur Suzuki de Robert Vernay
- 1961 : Présence d'Albert Camus de Georges Régnier - court métrage, documentaire, dont il est uniquement le narrateur -
- 1974 : Président Faust de Jean Kerchbron
- 1983 : L'émir préfère les blondes de Alain Payet

## Théâtre
- 1960 : L'Enfant de la route d'Isabelle Georges Schreiber, mise en scène Pierre Valde, Théâtre de l'Œuvre